# Jerzy Melcer
Jerzy Melcer, född den 10 mars 1949 i Białystok, Polen, är en polsk handbollsspelare.
Han tog OS-brons i herrarnas turnering i samband med de olympiska handbollstävlingarna 1976 i Montréal.